# Morze Króla Haakona VII
Morze Króla Haakona VII (ang. King Haakon VII Sea; nor.: Kong Håkon VII Hav) – morze Oceanu Południowego u brzegów Antarktydy Wschodniej. Morze rozciąga się wzdłuż wybrzeża Ziemi Królowej Maud.

## Geografia
Według norweskiej definicji, morze to obejmuje akwen od wybrzeży Ziemi Królowej Maud do równoleżnika 60° S, wyznaczającego granicę Oceanu Południowego i rozciąga się między południkami 20° W i 45° E. Międzynarodowa Organizacja Hydrograficzna definiuje w centralnej i wschodniej części tego obszaru mniejsze, przybrzeżne morza sięgające na północ do 65 równoleżnika: Morze Łazariewa, Morze Riiser-Larsena i Morze Kosmonautów, odnotowując jednak zastrzeżenie Norwegii.

## Charakterystyka
Pak lodowy na Morzu Króla Haakona VII pojawia się na jesieni i topi wczesną wiosną. U jego wybrzeży znajdują się lodowce szelfowe, w tym duży Lodowiec Szelfowy Fimbul. Obszar ten jest ważnym siedliskiem dla fok Rossa (Ommatophoca rossii), stwierdzono tu największe zagęszczenie tych zwierząt. Dane z początku lat 90. XX wieku wskazują na spadek ich liczebności w tym regionie.

## Historia
W dniu 27 stycznia 1820 do tego akwenu dotarł, prawdopodobnie jako pierwszy, badacz rosyjski Fabian Bellingshausen w czasie wyprawy poszukującej legendarnego lądu południowego, tzw. Terra Australis.
Nazwa morza pochodzi od imienia Haakona VII, pierwszego króla Norwegii po rozwiązaniu unii ze Szwecją.